# Barragem Sanchuri
Barragem Sanchuri é uma localidade situada no município de Uruguaiana, estado brasileiro do Rio Grande do Sul.

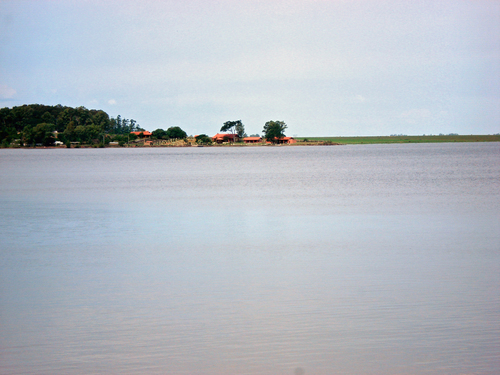
Vista parcial da Vila da Barragem Sanchuri, desde a BR 472, sobre a repressa.

Está localizada no distrito de São Marcos, a uma distância de 35 km da sede do município pela Rodovia Federal BR 472 (sentido Uruguaiana - Itaqui). A barragem que dá nome a localidade, foi construída pelo Instituto Rio Grandense do Arroz (IRGA) com represamento do arroio Sanchuri, afluente do Rio Uruguai, entre os anos de 1943 e 1946, para desenvolvimento da orizicultura naquela região (ex-Colônia Rizícula n.º 2). A área inundada é de aproximadamente 2.711 hectares, sendo uma das maiores barragens do Rio Grande do Sul para a finalidade de irrigação, representando 22,59% dos espelhos d'agua (barragens e açudes) do município de Uruguaiana.